# Pierre Gallet (1765-1836)
 (mars 2018).
Si vous disposez d'ouvrages ou d'articles de référence ou si vous connaissez des sites web de qualité traitant du thème abordé ici, merci de compléter l'article en donnant les références utiles à sa vérifiabilité et en les liant à la section « Notes et références ».
Pour les articles homonymes, voir Pierre Gallet et Gallet.
Pierre André Gallet, né le 26 février 1765 à Mende et mort en 1836, est un homme de lettres et un diplomate français.

## Biographie
Pierre Gallet eut deux fils, Achille et Bénédict, frères jumeaux et tous deux hommes de lettres, ainsi qu'une fille.
Après la révolution de Juillet 1830, il perd sa pension du département des Beaux-Arts, ainsi que les fonctions qu'il occupe au cabinet de Charles X.
Il meurt dans le dénuement en 1836.

## Œuvres
- Le Véritable Évangile, 1793 (FRBNF37239774)
- Précis sur la paix, contenant le tableau de la situation politique de la France envers les puissances armées et les moyens propres à accélérer l'œuvre de la pacification, 1799 (FRBNF30477073)
- Les Puissances de l'Europe au tribunal de la vérité, 1799 (FRBNF30477075)
- Épître à Bonaparte, 1800 (FRBNF30477067)
- Première promenade d'un solitaire provincial, 1801 (FRBNF32141127)
- Thaïra et Fernando, ou les Amours d'une Péruvienne et d'un Espagnol, 1801 (FRBNF30477076)
- Zeir et Zulica, histoire indienne, 1801 (FRBNF30477080)
- Bythis, ou l'Élève de l'Africain, 1802 (FRBNF30477062)
- Voyage d'un habitant de la Lune à Paris à la fin du XVIIIe siècle, 1803 (FRBNF32141128)
- Commentaire politique du poème de la Pitié, suivi de l'analyse morale et littéraire de l'exposition du poème, 1803 (FRBNF30477066)
- Lérixa, chef de voleurs, victime de l'ambition paternelle, chez les solitaires de l'Appennin, 1803 (FRBNF30477071)
- Examen analytique et raisonné de la déclaration du roi d'Angleterre, avec les développemens relatifs à la justification de la France, 1803 (FRBNF30477068)
- Galerie politique, ou Tableau historique, philosophique et critique de la politique étrangère, 1810 (FRBNF30477069)
- Politique d'Auguste et de Charlemagne, précédée du tableau des principes qui constituent le système nécessaire des grands rois, 1810 (FRBNF30477072)
- Catéchisme politique, 1822 (FRBNF30477063)
- La Jeunesse du sage, ou le Premier messie, tradition syriaque, 1833 (FRBNF30477070)
- Aux souverains de l'Europe (FRBNF36318048)

Il a aussi traduit du russe et de l'allemand en français, dont :
- Choix des meilleurs morceaux de la littérature russe, à dater de sa naissance jusqu'au règne de Catherine II, 1800 (FRBNF31056802)